# Armoriale dei comuni del Passo di Calais (I-P)
Questa pagina contiene gli stemmi dei comuni del Pas-de-Calais i cui nomi vanno da I a P.
- Armoriale dei comuni del dipartimento 62 - Pas-de-Calais (A-C)
- Armoriale dei comuni del dipartimento 62 - Pas-de-Calais (D-H)
- Armoriale dei comuni del dipartimento 62 - Pas-de-Calais (I-P)
- Armoriale dei comuni del dipartimento 62 - Pas-de-Calais (Q-Z)

## I
| Stemma | Nome del comune e blasonatura |
| ------ | --- |
|        | Inchy-en-Artois d'or aux trois fasces de sable. (d'oro, a tre fasce di nero) Formula: 01:AUR+3PO:BAR:NIG |
|        | Incourt d'argent à l'écusson de gueules accompagné de neuf merlettes de sable ordonnées en orle. (d'argento, allo scudetto di rosso, accompagnato da nove merlotti di nero ordinati in orlo) |
|        | Inghem d'or aux trois fasces de sable, au franc-canton d'hermine. (d'oro, a tre fasce di nero, al canton franco d'armellino) Formula: (01:AUR+3PO:BAR:NIG)+PO:CFR:ARM |
|        | Inxent d'argent à la barre d'azur chargée d'un poisson du champ, accompagnée en chef de Saint-Antoine avec son porc de gueules et en pointe de deux arbres arrachés de sinople rangés en barre. (d'argento, alla sbarra d'azzurro, caricata di un pesce del campo, accompagnata in capo dal Sant'Antonio col suo maiale di rosso e in punta da due alberi sradicati di verde ordinati in sbarra)             |
|        | Isbergues d'azur aux deux gerbes de blé d'or soutenues d'une molette de cinq rais du même. (d'azzurro, a due covoni di grano d'oro, sostenuti da una rotella di sperone di cinque raggi dello stesso) |
|        | Isques d'or à la croix ancrée de gueules. (d'oro, alla croce ancorata di rosso) |
|        | Ivergny d'or à la bande componée de 7 pièces, 4 d'argent chargées chacune d'une moucheture d'hermine de sable et 3 de gueules, accompagnée de deux fleurs de lys d'azur. (d'oro, alla banda composta di sette pezzi, 4 d'argento, caricati ciascuno da una moscatura d'armellino di nero, e 3 di rosso, accompagnata da due gigli d'azzurro)                                                                 |
|        | Izel-lès-Équerchin écartelé au 1) et 4) d'or à la croix de gueules, au 2) et 3) de sinople à la bande échiquetée de sable et d'argent de deux tires. (inquartato: nel 1º e 4º d'oro, alla croce di rosso; nel 2º e 3º di verde, alla banda scaccata di nero e d'argento, di due tiri) |
|        | Izel-les-Hameaux de gueules à la tour d'argent, ouverte du champ, maçonnée de sable, accompagnée en chef et en pointe de deux fasces aussi d'argent et accostée de deux pals du même brochant sur les fasces. (di rosso, alla torre d'argento, aperta del campo, murata di nero, accompagnata in capo e in punta da due fasce pure d'argento e accostata da due pali dello stesso attraversanti sulle fasce) |

## J
| Stemma | Nome del comune e blasonatura |
| ------ | --- |
|        | Journy d'or à la fasce de gueules, surmontée d'une trangle vivrée alésée de sable. (d'oro, alla fascia di rosso, sormontata da una trangla increspata e scorciata di nero) |

## L

### La - Ld
| Stemma | Nome del comune e blasonatura |
| ------ | --- |
|        | Labeuvrière d'hermine aux deux flèches d'azur passées en sautoir, leurs fers à dextre. (d'armellino, a due frecce d'azzurro passate in decusse, con le punte a destra) |
|        | Labourse coupé : au 1) d'azur semé de fleurs de lys d'or au cerf d'argent brochant sur le tout, au 2) parti au I d'argent à la fasce de gueules et au II écartelé d'or et de sable. (troncato: nel 1º d'azzurro seminato di gigli d'oro, al cervo d'argento attraversante; nel 2º partito: in I d'argento, alla fascia di rosso; in II inquartato d'oro e di nero) |
|        | Labroye de gueules, au chef échiqueté d'azur et d'argent de 2 tires. (di rosso, al capo scaccato d'azzurro e d'argento di due tiri) |
|        | Lacres d'argent aux trois aigles de gueules, becquées et membrée d'azur. (d'argento, a tre aquile di rosso, rostrate e membrate d'azzurro) |
|        | Lagnicourt-Marcel d'azur aux deux léopards d'argent passant l'un sur l'autre. (d'azzurro, a due leopardi d'argento passanti l'uno sull'altro) |
|        | Laires parti d'or et d'azur à la fleur de lys de l'un en l'autre. (partito d'oro e d'azzurro, al giglio dall'uno all'altro) |
|        | Lambres Parti au 1) coupé au I parti à dextre en chef de gueules au cygne cousu de sable et en pointe de gueules au sautoir d'argent, à senestre de gueules à la croisette d'argent, et au II parti à dextre de gueules à la croisette d'argent, à senestre coupé en chef de gueules au cygne cousu de sable et en pointe de gueules au sautoir d'argent, au 2) de gueules aux deux barres d'argent. (partito:nel 1º troncato: in I semitroncato partito: in (1) di rosso, al cigno cucito di nero; in (2) di rosso, al decusse d'argento; in (3) di rosso, alla crocetta d'argento; in II partito semitroncato: in (1) di rosso, alla crocetta d'argento; in (2) di rosso, al cigno cucito di nero; in (3) di rosso, al decusse d'argento; nel 2º di rosso, a due sbarre d'argento) |
|        | Landrethun-le-Nord d'or à la croix ancrée de gueules, au chef d'azur chargée d'une étoile d'argent. (d'oro, alla croce ancorata di rosso; al capo d'azzurro, caricato di una stella d'argento) |
|        | Landrethun-lès-Ardres d'azur au chef d'or chargé de trois fleurs de lys du champ. (d'azzurro, al capo d'oro caricato di tre gigli del campo) |
|        | Lapugnoy coupé au 1) parti au I de sable aux trois épieux d'argent et au II de gueules à la croix d'argent chargé de cinq moucheture d'hermine de sable, au 2) d'or au chevron d'azur accompagné de trois hures de sanglier arrachées de sable, défendues du champ. (semipartito troncato: nel 1º di nero, a tre lance d'argento; nel 2º di rosso, alla croce d'argento, caricata di cinque moscature d'armellino di nero; nel 3º d'oro, allo scaglione d'azzurro accompagnato da tre teste di cinghiale strappate di nero, difese del campo) |
|        | Lattre-Saint-Quentin écartelé au 1) et au 4) d'azur à la vierge de carnation, tenant l'enfant Jesus du même, tous deux auréolés et vêtus d'argent, accompagnés de trois fleurs de lys d'or, au 2) semé de fleurs de lys d'or au cerf d'argent brochant sur le tout, au 3) fascé de vair et de gueules de six pièces. (inquartato: nel 1º e 4º d'azzurro, alla Vergine di carnagione, tenente il bambino Gesù dello stesso, entrambi nimbati e vestiti d'argento, accompagnata da tre gigli d'oro; nel 2º d'azzurro seminato di gigli d'oro, al cervo d'argento attraversante; nel 3º fasciato di vaio e di rosso) |
|        | Laventie d'argent au cerisier terrassé de sinople fruité de gueules. (d'argento, al ciliegio terrazzato di verde, fruttato di rosso) |

### Le - Lh
| Stemma | Nome del comune e blasonatura |
| ------ | --- |
|        | Lebiez d'or aux trois fasces de sable surmontées de trois merlettes du même rangées en chef. (d'oro, a tre fasce di nero, sormontate da tre merlotti dello stesso ordinati in capo) Formula: 01:AUR+3PO:BAR:NIG+3MRLA:NIG/ORBAR/ORCHE |
|        | Lebucquière d'or au chevron de gueules, surmonté de trois étoiles de sable rangées en chef et soutenu d'un croissant du même. (d'oro, allo scaglione di rosso, sormontato da tre stelle di nero ordinate nel capo e sostenuto da un crescente dello stesso) |
|        | Léchelle tiercé en pairle : au 1) de gueules au lion léopardé d'or, au 2) d'azur au croissant d'argent au 3) d'or au bourdon de sinople. (interzato in pergola: nel 1º d'oro, al bordone da pellegrino di verde; nel 2º di rosso, al leone illeopardito d'oro, posto in palo; nel 3º d'azzurro, al crescente d'argento) |
|        | Ledinghem d'or au chevron d'azur accompagné aux trois maillets de sable. (d'oro, allo scaglione d'azzurro, accompagnato da tre maglietti di nero) |
|        | Lefaux parti : au 1) d'argent aux trois rocs d'échiquier de sable, au 2) de gueules à la croix ancrée alésée d'or. (partito: nel 1º d'argento, a tre rocchi di scacchiere di nero; nel 2º di rosso, alla croce ancorata d'oro) |
|        | Leforest de sable au chevron d'or accompagné de trois merlettes du même, à la bordure aussi d'or. (di nero, allo scaglione d'oro, accompagnato da tre merlotti dello stesso; alla bordura pure d'oro) |
|        | Lens D'azur à un château formé d'une tour crénelée de cinq pièces d'or, ouverte et ajourée de sable, l'ouverture chargée d'un monde d'or, la tour flanquée de deux tourelles du même ouvertes et ajourées de sable, le tout accosté de deux fleurs de lys d'or (d'azzurro, al castello costituito da una torre merlata di cinque pezzi d'oro, aperta e finestrata di nero, l'apertura caricata di un mondo d'oro, la torre fiancheggiata da due torrette dello stesso aperte e finestrate di nero, il tutto accostato da due gigli d'oro) |
|        | Lépine de sinople au dragon d'or, au chef du même chargé d'une comète de gueules. (di verde, al drago d'oro; al capo dello stesso caricato di una cometa di rosso) |
|        | Lespesses de sinople à la barre ondée d'argent, accompagnée en chef d'un faucon du même et en pointe d'un buisson aussi d'argent. (di verde, alla sbarra ondata d'argento, accompagnata in capo da un falco dello stesso e in punta da un cespuglio pure d'argento) |
|        | Lespinoy d'argent à la croix dentelée de gueules. (d'argento, alla croce dentata di rosso) |
|        | Lestrem d'or aux trois huchets contournés de gueules, embouchés et virolés d'argent. (d'oro, a tre corni da caccia rivoltati di rosso, imboccati e legati d'argento) |
|        | Leubringhen d'argent au cœur d'azur chargé d'une fleurs de lys d'or, au chef cousu du même chargé de trois tourteaux de gueules. (d'argento, al cuore d'azzurro caricato di un giglio d'oro; al capo saldato dello stesso, caricato di tre torte di rosso) |
|        | Leulinghem d'argent à la fasce de gueules surmontée de trois étoiles du même rangées en chef. (d'argento, alla fascia di rosso sormontata da tre stelle dello stesso ordinate in capo) |
|        | Leulinghen-Bernes d'argent à un doloire de gueules. (d'argento, alla doloire di rosso) |

### Li - Lk
| Stemma | Nome del comune e blasonatura |
| ------ | --- |
|        | Libercourt parti : au 1) d'azur aux sept besants d'or ordonnés 3.31 au chef du même, au 2) mi parti d'or à l'aigle bicéphale de sable. (partito: nel 1º d'azzurro, a sette bisanti d'oro ordinati 3, 3, 1 al capo dello stesso; nel 2º semipartito d'oro, all'aquila bicipite di nero)                      |
|        | Licques de gueules à l'écusson bandé d'argent et d'azur de six pièces. (di rosso, allo scudetto bandato d'argento e d'azzurro) |
|        | Liencourt écartelé au 1) et 4) d'azur aux trois jumelles d'or, au 2) et 3) de gueules au chef d'or chargé de trois molettes de cinq rais de sable. (inquartato: nel 1º e 4º d'azzurro, a tre gemelle d'oro; nel 2º e 3º di rosso, al capo d'oro caricato di tre rotelle di sperone di cinque raggi di nero) |
|        | Lières d'argent aux deux bandes d'azur. (d'argento, a due bande d'azzurro) |
|        | Liettres parti d'argent et de gueules aux deux tours de l'un en l'autre au chef d'or. (partito d'argento e di rosso, a due torri dell'uno nell'altro; al capo d'oro) |
|        | Liévin fascé d'argent et de gueules de 8 pièces. (fasciato d'argento e di rosso di otto pezzi) |
|        | Lignereuil d'or à la bande de sable, au chef soudé d'argent chargé de cinq arbre de sinople. (d'oro, alla banda di nero; al capo saldato d'argento caricato di cinque alberi di verde) |
|        | Ligny-lès-Aire de sinople à la bande d'argent chargée de trois tourteaux du champ. (di verde, alla banda d'argento caricata di tre torte del campo) |
|        | Ligny-Saint-Flochel écartelé : au 1) et au 4) d'or à l'arbre de sinople fruité de sable, au 2) et3) chevronné d'or et de gueules de 12 pièces. (inquartato: nel 1º e 4º d'oro, all'albero di verde fruttato di nero; nel 2º e 3º scaglionato d'oro e di rosso di dodici pezzi)                              |
|        | Ligny-sur-Canche écartelé au 1) et 4) d'argent aux trois aigles de gueules, armées et lampassées d'azur, au 2) et 3) d'argent à la bande de gueules. (inquartato: nel 1º e 4º d'argento, a tre aquile di rosso, armate e lampassate d'azzurro; nel 2º e 3º d'argento, alla banda di rosso)                  |
|        | Ligny-Thilloy d'azur au chevron d'hermine. (d'azzurro, allo scaglione d'armellino) |
|        | Lillers de gueules aux trois chevrons d'or. (di rosso, a tre scaglioni d'oro) |
|        | Linghem de gueules aux trois fleurs de néflier d'or, percées du champ, à la bordure cousue de sinople. (di rosso, a tre fiori di nespolo d'oro, forati del campo; alla bordura cucita di verde) |
|        | Linzeux de contre-vair, au franc-canton d'azur chargé d'une escarboucle fleurdelysée d'argent. (di controvaio, al canton franco d'azzurro caricato da un raggio di carbonchio gigliato d'argento) |
|        | Lisbourg d'argent à la fasce d'azur chargée de trois croisettes pattées d'or, accompagnée de trois merlettes de sable. (d'argento, alla fascia d'azzurro caricata di tre crocette patenti d'oro, accompagnata da tre merlotti di nero)                                                                      |

### Lo - Lz
| Stemma | Nome del comune e blasonatura |
| ------ | --- |
|        | Locon d'argent à la fasce de gueules, surmontée de trois coqs rangés de sable (d'argento, alla fascia di rosso, sormontata da tre galli di nero ordinati in fascia) |
|        | La Loge parti de sinople et d'argent, au premier à une l'église, au second à une licorne saillante la tête contournée, de l'un en l'autre (partito: nel 1º di verde alla chiesa d'argento; nel 2º d'argento, al liocorno saliente di verde, con la testa rivoltata) |
|        | Loison-sous-Lens de gueules aux trois clefs d'or mal ordonnées, mantelé du même, au chef d'azur chargé d'une balance de deux plateaux aussi d'or. (di rosso, a tre chiavi d'oro male ordinate, mantellato dello stesso; al capo d'azzurro, caricato di una bilancia a due piatti pure d'oro) |
|        | Loison-sur-Créquoise d'argent à la bande d'azur, accompagnée en chef d'un temple de sinople et en pointe d'une roue de moulin du même. (d'argento, alla banda d'azzurro, accompagnata in capo da un tempio di verde e in punta da una ruota da mulino dello stesso) |
|        | Longfossé d'argent aux huit billettes de gueules ordonnées 3.2.3. (d'argento, a otto biglietti di rosso ordinati 3, 2, 3) |
|        | Longuenesse d'azur à la colombe d'argent accompagnée de huit monts isolés de six coupeaux du même ordonnées en orle. (d'azzurro, alla colomba d'argento, accompagnata da otto monti isolati di sei cime dello stesso ordinati in orlo) |
|        | Longueville d'argent aux trois huchets contournés de gueules, embouchés, virolés et pavillonnés d'or enguichés d'azur. (d'argento, a tre corni da caccia rivoltati di rosso, imboccati, legati e aperti d'oro, guarniti d'azzurro) |
|        | Longvilliers d'argent à un doloire de gueules surmontée d'un lambel du même. (d'argento, alla doloire di rosso sormontata da un lambello dello stesso) |
|        | Loos-en-Gohelle Ecartelé au 1) de sinople au lion d'or lampassée de gueules, au 2) d'argent au phénix de sable sur son immortalité de gueules, au 3) d'argent aux deux pics de sable passés en sautoir, à la lampe de mineur du même allumée de gueules brochant sur le tout, au 4) de sinople aux trois gerbes de blé d'or. (inquartato: nel 1º di verde, al leone d'oro lampassato di rosso; nel 2º d'argento, alla fenice di nero sulla sua immortalità di rosso; nel 3º d'argento, a due picconi di nero passati in decusse, alla lampada da minatore dello stesso, illuminata di rosso attraversante sul tutto; nel 4º di verde, a tre covoni di grano d'oro) |
|        | Lorgies d'or à l'escarboucle fleurdelysée de sable, à la bordure de gueules. (d'oro, al raggio di carbonchio gigliato di nero; alla bordura di rosso) Formula: (01:AUR+CRBN:NIG/FLORI)+PO:BOR:RUB |
|        | Lottinghen de gueules à l'escarboucle pommetée et fleurdelysée d'or, la branche en chef terminée en crosse du même, au chef d'argent chargé de trois mouchets de sable. (di rosso, al raggio di carbonchio pomettato e gigliato d'oro, con raggio in capo che termina con un pastorale dello stesso; al capo d'argento, caricato di tre sparvieri di nero) |
|        | Louches d'azur à la tour d'argent, ouverte du champ, maçonnée de sable. (d'azzurro, alla torre d'argento, aperta del campo, murata di nero) |
|        | Lozinghem de sable semé de fleurs de lys d'or au paon rouant du même brochant sur le tout. (di nero seminato di gigli d'oro, al pavone rotante dello stesso, attraversante sul tutto) |
|        | Lugy d'azur à l'écusson d'argent chargé de trois tourteaux du champ, à la bordure d'or. (d'azzurro, allo scudetto d'argento caricato di tre torte del campo; alla bordura d'oro) |
|        | Lumbres d'azur à la bande d'or chargée de trois lionceaux de gueules. (d'azzurro, alla banda d'oro caricata di tre lioncelli di rosso) |

## M

### Ma - Md
| Stemma | Nome del comune e blasonatura |
| ------ | --- |
|        | La Madelaine-sous-Montreuil d'argent aux trois fleurs de lys de sable. (d'argento, a tre gigli di nero) |
|        | Magnicourt-en-Comte d'or aux deux fasces ondées d'azur. (d'oro, a due fasce ondate d'azzurro) |
|        | Magnicourt-sur-Canche d'argent à la vierge de carnation vêtue d'azur tenant un sceptre fleuronné d'or, au chef aussi d'azur. (d'argento, alla Vergine di carnagione, vestita d'azzurro, tenente uno scettro gigliato d'oro; al capo pure d'azzurro) |
|        | Maintenay d'or aux trois bandes d'azur, à l'église d'argent brochant sur le tout. (d'oro, a tre bande d'azzurro, alla chiesa d'argento attraversante sul tutto) |
|        | Maisnil d'argent à la fasce de gueules surmontée de trois coqs de sable, membrés, crêtés, becqués et barbés de gueules, rangés en chef. (d'argento, alla fascia di rosso, sormontata da tre galli di nero, membrati, crestati, imbeccati e bargigliati di rosso, ordinati nel capo) |
|        | Maisnil-lès-Ruitz d'argent à la maisonnette de sable, au chef vivré du même. (d'argento, alla casetta di nero; al capo dentato dello stesso) |
|        | Maisoncelle d'azur à la bande d'argent accompagnée de deux fleurs de lys d'or. (d'azzurro, alla banda d'argento, accompagnata da due gigli d'oro) |
|        | Maizières d'argent aux trois jumelles de gueules, au franc-canton du même chargé d'une canette d'argent. (d'argento, a tre gemelle di rosso, al canton franco dello stesso, caricato di un'anatra d'argento) |
|        | Mametz écartelé : au 1) et 4) d'argent aux trois fasce de gueules au 2) et 3) d'argent plain ; sur le tout de gueules à la barre ondée d'argent. (inquartato: nel 1º e 4º d'argento, a tre fasce di rosso; nel 2º e 3º d'argento pieno; sul tutto di rosso, alla banda ondata d'argento) |
|        | Manin d'azur au rencontre de cerf d'or croisé du même. (d'azzurro, al rincontro di cervo d'oro, crociato dello stesso) |
|        | Maninghem d'argent au chevron de sinople accompagné en pointe d'un lion d'azue, armé et lampassé de gueules. (d'argento, allo scaglione di verde, accompagnato in punta da un leone d'azzurro, armato e lampassato di rosso) |
|        | Maninghen-Henne de gueules à l'aigle d'or. (di rosso, all'aquila d'oro) |
|        | Marant d'azur à la molette d'or. (d'azzurro, alla rotella di sperone d'oro) |
|        | Marck De gueules au sautoir d'argent accompagné de deux étoiles de même, l'une en chef, l'autre en pointe (di rosso, alla croce di Sant'Andrea d'argento, accompagnata da due stelle dello stesso, una in capo e l'altra in punta) |
|        | Marconne d'argent au sautoir de gueules chargé en cœur d'une molette d'or. (d'argento, alla croce di Sant'Andrea di rosso, caricata in cuore da una rotella di sperone d'oro) |
|        | Marconnelle d'or au pairle d'azur chargé en cœur d'une roue de huit rayons d'or, accosté en pointe de deux saints addossés de gueules. (d'oro, alla pergola d'azzurro, caricata in cuore da una ruota di otto raggi d'oro, accostata in punta da due santi addossati di rosso) |
|        | Marenla d'argent à la molette de gueules cantonnée de quatre flanchis du même. (d'argento, alla rotella di sperone di rosso, accantonata da quattro crocette di Sant'Andrea dello stesso) |
|        | Maresquel-Ecquemicourt parti : au 1) d'argent à l'aigle bicéphale de sable, becquée et membrée de gueules, chargée sur son estomac d'un écusson d'or, au 2) de sable à la bande d'or accompagnée en chef d'une étoile et d'une rose toutes deux d'argent et rangées en bande et en pointe d'une rose et d'une étoile toutes deux d'argent et rangées en bande. (partito: nel 1º d'argento, all'aquila bicipite di nero, rostrata e membrata di rosso, caricata sullo stomaco da uno scudetto d'oro; nel 2º di nero, alla banda d'oro, accompagnata in capo da una stella e da una rosa, entrambe d'argento e ordinate in banda, e in punta da una rosa e da una stella, entrambe pure d'argento e ordinate in banda) [nel 2º è riportato lo stemma del comune di Offin] |
|        | Marest écartelé au 1) et4) d'or plain au 2) et 3) de gueules aux trois maillets d'or. (inquartato: nel 1º e 4º d'oro pieno; nel 2º e 3º di rosso, a tre maglietti d'oro) |
|        | Maresville d'azur au chevron d'or, surmonté d'un croissant d'argent, accompagné en chef de deux anémones tigées et feuillés du même et en pointe d'un lion aussi d'argent, lampassé de gueules. (d'azzurro, allo scaglione d'oro, sormontato da un crescente d'argento, accompagnato in capo da due anemoni fustati e fogliati dello stesso, e in punta da un leone pure d'argento, lampassato di rosso) |
|        | Marles-les-Mines d'azur aux deux léopards adossés et assis d'or, leurs queues passées en sautoir, surmontés d'une couronne royale du même. (d'azzurro, a due leopardi addossati e seduti d'oro, con le code passate in decusse, sormontati da una corona reale dello stesso) |
|        | Marles-sur-Canche d'argent au chevron d'azur accompagné de trois aigles de gueules. (d'argento, allo scaglione d'azzurro, accompagnato da tre aquile di rosso) |
|        | Marœuil d'argent aux trois fasces ondées d'azur, au chef du même chargé de trois fleurs de lys d'or. (d'argento, a tre fasce ondate d'azzurro; al capo dello stesso, caricato di tre gigli d'oro) |
|        | Marquay d'argent au chevron d'azur chargé de trois roses du champ. (d'argento, allo scaglione d'azzurro, caricato di tre rose del campo) |
|        | Marquion parti : au 1) d'or à la gerbe de blé de sinople surmontée de trois grains de blé du même, au 2) de gueules à la ruche d'or surmontée de trois petites abeilles du même ; au pommier arraché au naturel brochant sur la partition et accolé au chef et à la pointe de l'écu. (partito: nel 1º d'oro al covone di grano di verde, sormontato da tre chicchi di grano dello stesso; nel 2º di rosso, all'alveare d'oro sormontato da tre piccole api dello stesso; al melo sradicato al naturale, attraversante sulla partizione e accollato al capo e alla punta dello scudo) |
|        | Marquise d'argent à la ruche de gueules, aux deux pics de mineur passés en sautoir et au fléau posé en pal, les trois pièces d'or brochant sur la ruche, le tout accosté de deux abeilles du même. (d'argento, all'alveare di rosso, a due picconi da minatore passati in decusse e al flagello posto in palo, i tre oggetti d'oro attraversanti sull'alveare, il tutto accostato da due api dello stesso) |
|        | Martinpuich écartelé au 1) et 4) tiercé en fasce au I de gueules au léopard d'or, au II d'or plain et au III d'azur au croissant d'argent au 2) et3) d'azur au portail d'église d'argent accosté de deux étoiles d'or. (inquartato: nel 1º e 4º interzato in fascia: in I di rosso, al leopardo d'oro; in II d'oro pieno; in III d'azzurro, al crescente d'argento; nel 2º e 3º d'azzurro, al portale di chiesa d'argento accostato da due stelle d'oro) |
|        | Matringhem d'or à la losange de gueules chargée de trois écussons ordonnées en chevron couché, celui de dextre d'argent aux trois merlettes de sable, celui de senestre en chef d'argent à la fleurs de lys du même cernée de sable, celui de senestre en pointe d'argent à la tête de maure de sable tortillée du champ surmontée en chef à dextre d'une ombre d'étoile. (d'oro, alla losanga di rosso, caricata di tre scudetti ordinati in scaglione coricato, quello di destra d'argento a tre merlotti di nero, quello di sinistra in capo d'argento al giglio dello stesso circondato di nero, quello di sinistra in punta d'argento alla testa di moro di nero attortigliata del campo sormontata in capo a destra da un'ombra di stella)                        |
|        | Mazingarbe coupé ; au 1) d'or à l'escarboucle pommetée et fleurdelysées de sable, percée de gueules, au 2) de sinople à la brebis d'argent. (troncato: nel 1º d'oro, al raggio di carbonchio pomettato e gigliato di nero, forato di rosso; nel 2º di verde, alla pecora d'argento) |
|        | Mazinghem d'azur au chevron d'or accompagné de trois chandeliers du même, au chef du même chargé de trois étoiles du champ. (d'azzurro, allo scaglione d'oro, accompagnato da tre candelieri dello stesso; al capo dello stesso, caricato di tre stelle del campo) |

### Me - Mz
| Stemma | Nome del comune e blasonatura |
| ------ | --- |
|        | Mencas d'argent à l'aigle de sable, becquée et membrée de gueules. (d'argento, all'aquila di nero, rostrata e membrata di rosso) |
|        | Menneville de sable semé de croisettes d'argent au lion du même brochant sur le tout. (di nero seminato di crocette d'argento, al leone dello stesso attraversante sul tutto) |
|        | Mentque-Nortbécourt de gueules aux trois quintefeuilles d'argent. (di rosso, a tre cinquefoglie d'argento) |
|        | Mercatel d'or à la barre de gueules chargée de trois oiseaux d'or posés à plomb accompagné en chef d'un château donjonné aux tours couvertes de gueules et en pointe d'une croisette ancrée du même. (d'oro, alla sbarra di rosso, caricata di tre uccelli d'oro posti a piombo, accompagnata in capo da un castello torricellato, con le torri coperte, di rosso e in punta da una crocetta ancorata dello stesso) |
|        | Merck-Saint-Liévin d'argent à la torche enflammée de gueules posée en bande, au chef du même chargé d'une truite d'argent. (d'argento, alla torcia infiammata di rosso posta in banda; al capo dello stesso, caricato da una trota d'argento) |
|        | Méricourt d'azur aux deux terrils de sable, au chevalement de mine d'argent brochant sur le tout, posé sur une terrase de gueules chargée d'une foi d'or, au franc canton cousu aussi de gueules chargé d'une roue d'engrenage d'argent surchargée d'un coupon de rail de sable. (d'azzurro, a due cumuli di detriti di nero, alla torre di sollevamento da miniera d'argento attraversante sul tutto, posata su una terrazza di rosso caricata da una fede d'oro; al canton franco cucito pure di rosso, caricato di una ruota da ingranaggio d'argento, sovraccaricata da una sezione di binario di nero) |
|        | Merlimont d'argent aux cinq coquilles de gueules ordonnées en sautoir, à la champagne ondée d'azur. (d'argento, a cinque conchiglie di rosso ordinate in decusse, alla campagna ondata d'azzurro) |
|        | Metz-en-Couture de gueules au lion d'argent. (di rosso, al leone d'argento) |
|        | Meurchin bandé d'or et d'azur de six pièces, au franc-quartier d'argent chargé d'un lion de sable. (bandato d'oro e d'azzurro, al quartier franco d'argento caricato di un leone di nero) |
|        | Mingoval d'argent à la bande de gueules, au lambel d'azur brochant en chef sur le tout. (d'argento, alla banda di rosso, al lambello d'azzurro attraversante in capo sul tutto) |
|        | Molinghem d'argent à la fasce de sable ordonnée de trois cormorans du même rangés en chef. (d'argento, alla fascia di nero, sormontata da tre cormorani dello stesso ordinati nel capo) |
|        | Moncheaux-lès-Frévent de sinople fretté de six pièces d'or. (di verde, cancellato di sei pezzi d'oro) Fromula: 06:CNC:VIR/AUR/6 |
|        | Monchel-sur-Canche d'argent aux deux bandes de gueules, aux trois poignards d'or, la pointe en bas, rangés en fasce brochant sur le tout. (d'argento, a due bande di rosso, a tre pugnali d'oro, la punta in basso, ordinati in fascia attraversanti sul tutto) |
|        | Monchiet d'azur au château essoré d'argent, de deux tours couvertes et girouettées du même, le tout maçonné de sable, posé sur une motte aussi d'argent sur une plaine coupée ondée d'or et d'azur. (d'azzurro, al castello coperto d'argento, con due torri coperte e banderuolate dello stesso, il tutto murato di nero, posato su un monte pure d'argento, su una pianura troncata ondata d'oro e d'azzurro) |
|        | Monchy-au-Bois écartelé au 1) et4) de gueules au chef d'argent au 2) et 3) d'or plain. (inquartato: nel 1º e 4º di rosso, al capo d'argento; nel 2º e 3º d'oro pieno) |
|        | Monchy-Breton d'argent à la croix de gueules, à la divise vivrée d'azur brochant en chef sur le tout. (d'argento, alla croce di rosso, alla divisa increspata d'azzurro attraversante in capo sul tutto) |
|        | Monchy-Cayeux d'argent à l'écusson de gueules, accompagné de huit perroquets de sinople, becqués, membrés et colletés de gueules, ordonnés en orle. (d'argento, allo scudetto di rosso, accompagnati da otto pappagalli di verde, imbeccati, membrati e collarinati di rosso, ordinati in orlo) |
|        | Monchy-le-Preux de sable à l'écusson d'argent chargé d'un arbre de sinople, accompagné de quatre clefs adossées d'argent, les pannetons vers la pointe ordonnées 2 à 2. (di nero, allo scudetto d'argento caricato di un albero di verde, accompagnato da quattro chiavi addossate d'argento, con i congegni rivolti in basso, ordinati 2 e 2) |
|        | Mondicourt d'azur aux trois jumelles d'or, aux quatre fêves de cacao du même, ordonnées en chevron renversé entre la première et la troisième jumelle. (d'azzurro, a tre gemelle d'oro, a quattro fave di cacao dello stesso, ordinate in scaglione rovesciato e poste tra la prima e la terza gemella) |
|        | Mont-Bernanchon d'argent à la fasce de gueules accompagnée en chef à dextre d'un lion d'azur. (d'argento, alla fascia di rosso, accompagnata in capo a destra da un leone d'azzurro) |
|        | Mont-Saint-Éloi d'azur au griffon d'or, armé et langué de sable, chargé d'un écusson fascé de vair et de gueules de six pièces. (d'azzurro, al grifone d'oro, armato e linguato di nero, caricato di uno scudetto fasciato di vaio e di rosso) |
|        | Montcavrel d'or au chevreuil de sinople, au chef de gueules chargé de trois maillets du champ. (d'oro, al capriolo di verde; al capo di rosso, caricato di tre maglietti del campo) |
|        | Montenescourt taillé au 1) d'or à la fontaine d'azur, au 2) d'azur au mont isolé de six coupeaux d'or. (tagliato: nel 1º d'oro, alla fontana d'azzurro; nel 2º d'azzurro, al monte isolato di sei cime d'oro) |
|        | Montigny-en-Gohelle de gueules aux trois cottes de mailles d'argent, à la champagne d'azur chargé d'une chaîne brisée d'argent posée en fasce. (di rosso, a tre cotte di maglia d'argento, alla campagna d'azzurro, caricata di una catena spezzata d'argento posta in fascia) |
|        | Montreuil-sur-Mer d'or aux deux fasces d'azur, au chef du même chargé de trois fleurs de lys aussi d'or (d'oro, a due fasce d'azzurro; al capo dello stesso, caricato di tre gigli pure d'oro) |
|        | Monts-en-Ternois d'azur à la bande d'argent chargée de trois molettes de gueules posées à plomb. (d'azzurro, alla banda d'argento, caricata di tre rotelle di sperone di rosso poste a piombo) |
|        | Morchies de gueules à la fasce d'argent chargée de trois merlettes du champ. (di rosso, alla fascia d'argento, caricata di tre merlotti del campo) |
|        | Moringhem d'argent au chevron d'azur accompagné de trois croissant du même. (d'argento, allo scaglione d'azzurro, accompagnato da tre crescenti dello stesso) |
|        | Morval d'argent à la bande échiquetée à plomb d'or et d'azur côtoyée de deux cotices du même. (d'argento, alla banda scaccata a piombo d'oro e d'azzurro, accostata da due cotisse dello stesso) |
|        | Mory d'or à la fasce d'azur chargée de trois molettes d'argent. (d'oro, alla fascia d'azzurro, caricata di tre rotelle di sperone d'argento) |
|        | Moulle d'azur au sautoir d'or chargé en cœur d'un croisette ancrées de gueules, cantonné en chef et en pointe de deux arcs posés en fasce à la flèche encochée du même, aux flancs d'un épi de blé tigé et feuillé aussi d'or. (d'azzurro, alla croce di Sant'Andrea d'oro, caricata in cuore da una crocetta ancorata di rosso, accantonata in capo e in punta da due archi posti in fascia, con la freccia incoccata dello stesso, ai fianchi da due spighe di grano fustate e fogliate pure d'oro) |
|        | Mouriez écartelé au 1) et 4) d'argent au lion de sable, armé et lampassé de gueules, au 2) et 3) d'azur aux trois nefs équipées et habillées d'or. (inquartato: nel 1º e 4º d'argento, al leone di nero, armato e lampassato di rosso; nel 2º e 3º d'azzurro, a tre navi equipaggiate e fornite d'oro) |
|        | Moyenneville parti : au 1) d'argent à la vierge de carnation tenant l'enfant Jésus du même, tous deux auréolés et vêtus d'azur, l'enfant tenant un sceptre fleurdelysé du même au 2) fascé de vair et de gueules de six pièces. (partito: nel 1º d'argento, alla Vergine di carnagione tenente il bambino Gesù dello stesso, entrambi aureolati e vestiti d'azzurro, il bambino tenente uno scettro gigliato dello stesso; nel 2º fasciato di vaio e di rosso) |
|        | Muncq-Nieurlet d'azur au sautoir engrêlé d'argent, cantonnée en chef d'une crosse d'or, aux flancs de deux maillets aussi d'argent et en pointe d'un arbre aussi d'or. (d'azzurro, alla croce di Sant'Andrea spinata d'argento, accantonata in capo da u pastorale d'oro, ai fianchi da due maglietti pure d'argento e in punta da un albero pure d'oro) |

## N

### Na - Nm
| Stemma | Nome del comune e blasonatura |
| ------ | --- |
|        | Nabringhen d'hermine à la croix de gueules chargée de cinq quintefeuilles d'or. (d'armellino, alla croce di rosso, caricata da cinque cinquefoglie d'oro) |
|        | Nédon d'azur à la fasce ondée abaissée d'argent sommée d'un dragon d'or. (d'azzurro, alla fascia ondata abbassata d'argento, sormontata da un drago d'oro) |
|        | Nédonchel De gueules à trois masques de léopard d'or, surmontés d'un lambel d'azur. |
|        | Nempont-Saint-Firmin d'azur à la tête d'aigle arrachée d'or tenant en son bec un hameçon d'argent à la champagne du même. (d'azzurro, alla testa d'aquila strappata d'oro, tenente nel becco un amo d'argento; alla campagna dello stesso) |
|        | Nesles parti : au 1) de gueules à la croix d'argent, au 2) d'argent au lion couronné d'or. (partito: nel 1º di rosso, alla croce d'argento; nel 2º d'argento, al leone coronato d'oro) |
|        | Neufchâtel-Hardelot D'argent à la nef de sinople habillée d'argent croisetté de gueules, équipée de sable et flammée d'azur, voguant sur des ondes aussi d'argent mouvant de la pointe, au chef bastillé de gueules chargé d'une couronne carolingienne d'or adextrée d'une salamandre de sinople dans sa patience aussi d'or et senestrée d'une demi rose d'or accolée à une demi-grenade du champ. (d'argento, alla nave di verde, fornita d'argento, crociata di rosso, equipaggiata di nero e banderuolata da una fiamma d'azzurro, navigante su onde pure d'argento moventi dalla punta; al capo merlato di rosso, caricato di una corona carolingia d'oro, addestrata da una salamandra di verde, nella sua pazienza pure d'oro, e sinistrata da una mezza rosa d'oro accollata da una mezza mela granata del campo) |
|        | Neulette d'azur à la fasce d'or accompagnée de trois molettes du même. (d'azzurro, alla fascia d'oro, accompagnata da tre rotelle di sperone dello stesso) |
|        | Neuve-Chapelle écartelé d'or et de sable ; sur le tout d'or aux trois fasces de gueules au lion contourné d'argent, lampassé aussi de gueules, couronnée du champ, brochant sur le tout, à la bordure aussi d'argent. (inquartato d'oro e di nero; sul tutto d'oro, a tre fasce di rosso, al leone rivoltato d'argento, lampassato pure di rosso, coronato del campo, attraversante sul tutto, alla bordura pure d'argento) |
|        | Neuville-au-Cornet d'argent au chevron de sinople accompagné de trois coqs de sable, membrés, crêtés, becqués et barbés de gueules. (d'argento, allo scaglione di verde, accompagnato da tre galli di nero, membrati, cfrestati, imbeccati e bargigliati di rosso) |
|        | Neuville-Bourjonval d'or à la bande de contre vair. (d'oro, alla banda di controvaio) |
|        | Neuville-Saint-Vaast de gueules au chevron d'argent soutenu d'un phénix d'or sur son immortalité du même. (di rosso, allo scaglione d'argento sostenuto da una fenice sulla sua immortalità d'oro) |
|        | Neuville-sous-Montreuil de sinople à la chartreuse d'or, au chef du même chargé de trois fleurs de lys du champ. (di verde, alla certosa d'oro; al capo dello stesso, caricato da tre gigli del campo) |
|        | Neuville-Vitasse d'or fretté de six pièces de gueules. (d'oro, cancellato di sei pezzi di rosso) Formula: 06:CNC:AUR/RUB/6 |
|        | Neuvireuil de gueules aux dix losanges accolées d'argent ordonnées 3331, à la filière du même. (di rosso, a dieci losanghe accollate d'argento, ordinate 3, 3, 3, 1; alla filiera dello stesso) |
|        | Nielles-lès-Ardres d'or au lion de vair, armé et lampassé de gueules. (d'oro, al leone di vaio, armato e lampassato di rosso) |
|        | Nielles-lès-Bléquin d'or à la quintefeuille de sinople surmontée d'un lambel de gueules. (d'oro, alla quintafoglia di verde, sormontata a un lambello di rosso) |
|        | Nielles-lès-Calais de sinople à la bande d'argent accompagnée en chef d'une gerbe de blé d'or et en pointe d'un bouquet de roseaux de trois pièces du même. (di verde, alla banda d'argento accompagnata in capo da un covone di grano d'oro e in punta da un mazzo di canne di palude di tre pezzi dello stesso) |

### No - Nz
| Stemma | Nome del comune e blasonatura |
| ------ | --- |
|        | Noeux-lès-Auxi de gueules au dextrochère de carnation, vêtu d'or mouvant du flanc senestre et empoignant un bouquet de trois branches d'hysope d'or. (di rosso, al destrocherio di carnagione, vestito d'oro, movente dal fianco sinistro ed impugnante un mazzo di tre ramoscelli di issopo d'oro) |
|        | Nœux-les-Mines D'azur aux attributs de mineur, au casque d'argent sur un piquet d'or, à la masse d'argent ombrée de sable et emmanchée d'or, brochant en bande, au pic et à la rivelaine de sable emmanchés d'or passés en sautoir et brochants, à la lampe de mineur de sable ouverte d'argent et allumée d'or appendue à l'ensemble, la rivelaine soutenue d'une hache d'argent emmanchée d'or, posée en barre et surbrochant, le tout en-travaillé avec une cordelette de sable, accompagné de deux barres d'argent, celle du chef haussée et celle de la pointe abaissée, chacune chargée d'une cotice en barre ondée de gueules, et délimitant des angles de sinople. |
|        | Nordausques d'azur à la croix ancrée d'or. (d'azzurro, alla croce ancorata d'oro) |
|        | Noreuil de gueules aux trois tours d'argent. (di rosso, a tre torri d'argento) |
|        | Norrent-Fontes de gueules à la fasce d'argent accompagnée de trois losanges du même. (di rosso, alla fascia d'argento accompagnata da tre losanghe dello stesso) |
|        | Nort-Leulinghem d'argent aux trois pigeons d'azur, becqués et membrés de gueules. (d'argento, a tre piccioni d'azzurro, imbeccati e membrati di rosso) |
|        | Nouvelle-Église taillé : au 1) d'or à la tour de sable, ouverte et maçonnée du champ, au 2) de sable à l'église d'or, ouverte et ajourée du champ. (tagliato: nel 1º d'oro, alla torre di nero, aperta e murata del campo; nel 2º di nero, alla chiesa d'oro, aperta e finestrata del campo) |
|        | Noyelle-Vion de gueules aux trois jumelles d'argent. (di rosso, a tre gemelle d'argento) |
|        | Noyelles-Godault d'azur à la roue dentée d'or, remplie de gueules et enfermant une lampe de mineur de sable, à la champagne ondée cousue de sinople sommée d'un pont d'argent. (d'azzurro, alla ruota dentata d'oro, ripiena di rosso e racchiudente una lampada da minatore di nero; alla campagna di verde, cimata da un ponte d'argento) |
|        | Noyelles-lès-Humières d'argent au chevron de gueules accompagnée de trois grappes de raisin pourpre. (d'argento, allo scaglione di rosso, accompagnato da tre grappoli d'uva di porpora) |
|        | Noyelles-lès-Vermelles Parti au 1) d'azur à la demi-tour d'or défaillante en pointe accompagnée de deux fleurs de lys du même, une en chef et une en pointe, au 2) coupé au I d'azur au moulin cousu de gueules ailé d'or au pivot d'argent et au II d'azur à la lampe de mineur d'or ajourée d'argent et allumée de gueules. (partito: nel 1º d'azzurro, alla mezza torre d'oro mancante in punta, accompagnata da due gigli dello stesso, uno in capo e uno in punta; nel 2º troncato: in I d'azzurro, al mulino cucito di rosso, alato d'oro, col perno d'argento; in II d'azzurro, alla lampada da minatore d'oro, aperta d'argento e illuminata di rosso)             |
|        | Noyelles-sous-Bellonne de sable à la bande d'or chargée d'une croisette ancrée de gueules posée à plomb. (di nero, alla banda d'oro, caricata di una crocetta ancorata di rosso posta a piombo) |
|        | Noyelles-sous-Lens écartelé au 1) et 4) d'or aux trois bandes de gueules, au 2) de gueules à la croix de guerre d'or et 3) de gueules à la herse d'or. (inquartato: nel 1º e 4º d'oro, a tre bande di rosso; nel 2º di rosso, alla croce di guerra d'oro; nel 3º di rosso, all'erpice d'oro) |
|        | Noyellette écartelé au 1) et 4) de gueules à la clé d'or au 2) et3) chevronné de gueules et d'or de dix pièces. (inquartato; nel 1º e 4º di rosso, alla chiave d'oro; nel 2º e 3º scaglionato di rosso e d'oro di dieci pezzi) |
|        | Nuncq-Hautecôte d'azur au chevron d'argent chargé en chef d'une étoile de sable soutenue de deux merlettes affrontées du même, accompagné de trois éclairs aussi d'argent. (d'azzurro, allo scaglione d'argento, caricato in capo di una stella di nero sostenuta da due merlotti affrontati dello stesso, accompagnata da tre lampi pure d'argento) |

## O
| Stemma | Nome del comune e blasonatura |
| ------ | --- |
|        | Oblinghem écartelé d'argent et d'azur à la croix de l'un en l'autre brochant sur l'écartelé. (inquartato d'argento e d'azzurro, alla croce dell'uno all'altro attraversante sull'inquartato) |
|        | Œuf-en-Ternois de gueules aux trois anilles d'argent. (di rosso, a tre ferri d'ancoraggio d'argento) |
|        | Offekerque d'argent à la chouette de gueules. (d'argento, alla civetta di rosso) |
|        | Offin de sable à la bande d'or accompagnée en chef d'une étoile et d'une rose d'argent et rangées en bande et en pointe d'une rose et d'une étoile rose d'argent et rangées en bande. (di nero, alla banda d'oro, accompagnata in capo da una stella e una rosa d'argento, ordinate in banda, e in punta da una rosa e una stella pure d'argento e ordinate in banda) [questo stemma è portato dal comune di Maresquel-Ecquemicourt nel 2º del partito] |
|        | Offrethun d'argent aux deux fasce de gueules. (d'argento, a due fasce di rosso) |
|        | Oignies de sinople à la fasce d'hermine. (di verde, alla fascia d'armellino) |
|        | Oisy-le-Verger d'or aux trois lionceaux naissants de gueules. (d'oro, a tre lioncelli nascenti di rosso) |
|        | Oppy d'hermine au chef de sable chargé d'un annelet d'or. (d'armellino, al capo di nero caricato di un anelletto d'oro) |
|        | Orville de gueules au créquier arraché d'or vêtu d'argent. (di rosso, al vepre sradicato d'oro, vestito d'argento) |
|        | Ostreville d'azur à l'écusson d'argent. (d'azzurro, allo scudetto d'argento) |
|        | Ourton D'argent aux trois fleurs de lys au pied nourri de gueules, à la bordure du même. (D'argento, a tre gigli dal pie' nodrito di rosso; alla bordura dello stesso) |
|        | Outreau De gueules au phénix sur son immortalité d'or mouvant d'une devise de sable posée sur des ondes d'azur mouvant de la pointe, au chef d'argent chargé de deux bandes du champ. (Di rosso, alla fenice sulla sua immortalità d'oro movente da una divisa di nero posata su onde d'azzurro moventi dalla punta; al capo d'argento, caricato di due bande del campo)                                                                                |
|        | Ouve-Wirquin D'azur aux deux épées d'argent, garnies d'or, passées en sautoir, cantonnées aux flancs et en pointe de trois molettes aussi d'argent. (D'azzurro, a due spade d'argento, guarnite d'oro, passate in decusse, accantonate ai fianchi e in punta da tre rotelle di sperone pure d'argento) |
|        | Oye-Plage D'azur à l'oie d'argent, becquée et membrée de sable, surmontée d'une couronne de vicomte d'argent. (D'azzurro, all'oca d'argento, imbeccata e piotata di nero, sormontata da una corona da visconte d'argento) |

## P
| Stemma | Nome del comune e blasonatura |
| ------ | --- |
|        | Le Parcq de gueules à la fasce d'argent, à la bordure cousue de sinople chargé de trois roses d'argent, deux cantonnées en chef et une en pointe. (di rosso, alla fascia d'argento; alla bordura cucita di verde, caricata di tre rose d'argento, due accantonate in capo e una in punta) |
|        | Parenty d'azur au chevron d'or accompagné de trois besants du même. (d'azzurro, allo scaglione d'oro, accompagnato da tre bisanti dello stesso) |
|        | Pas-en-Artois de gueules au lion d'argent armé de sable. (di rosso, al leone d'argento armato di nero) |
|        | Pelves de gueules à la bande d'or chargé de quatre lionceaux de sable, armé et lampassés de gueules, posés à plomb. (di rosso, alla banda d'oro, caricata di quattro lioncelli di nero, armati e lampassati di rosso, posti a piombo) |
|        | Penin coupé au 1) de gueules à la chapelle d'argent, ouverte et ajourée du champ, au 2) d'argent au mont de six coupeaux de gueules mouvant de la pointe. (troncato: nel 1º di rosso, alla cappella d'argento, aperta e finestrata del campo; nel 2º d'argento, al monte di sei cime di rosso movente dalla punta) |
|        | Pernes Parti : au premier de gueules aux trois pals de vair, au chef d'or chargé d'un lambel d'azur, au second d'argent au lion de gueules, armé, lampassé et couronné d'or. (partito: nel 1º di rosso, a tre pali di vaio, al capo d'oro caricato di un lambello d'azzurro; nel 2º d'argento, al leone di rosso, armato, lampassato e coronato d'oro) |
|        | Pernes-lès-Boulogne d'argent à la quintefeuille de sable. (d'argento, alla quintafoglia di nero) |
|        | Peuplingues de gueules au chevron cousu d'azur surmonté d'une couronne comtale d'or. (di rosso, allo scaglione cucito d'azzurro, sormontato da una corona comitale d'oro) |
|        | Pierremont écartelé au 1) et 4) d'argent à la bande de gueules, au 2) et 3) de gueules à la fasce vivrée d'argent. (inquartato: nel 1º e 4º d'argento, alla banda di rosso; nel 2º e 3º di rosso, alla fascia increspata d'argento) |
|        | Pihem de gueules au pal d'argent chargé d'un lion de sable, armé et lampassé du champ (di rosso, al palo d'argento, caricato di un leone di nero, armato e lampassato del campo) |
|        | Pihen-lès-Guînes de gueules à l'aigle d'argent, surmontée d'une couronne de baron du même. (di rosso, all'aquila d'argento, sormontata da una corona baronale dello stesso) |
|        | Pittefaux d'argent à la brebis d'azur sur une terrasse isolée du même. (d'argento, alla pecora d'azzurro, su una terrazza isolata dello stesso) |
|        | Planques écartelé : au 1) et 4) d'or au créquier arraché de gueules, au 2) d'argent aux trois jumelles de gueules, au 3) palé d'or et de gueules de six pièces. (inquartato: nel 1º e 4º d'oro, al vepre sradicato di rosso; nel 2º d'argento, a tre gemelle di rosso; nel 3º palato d'oro e di rosso) |
|        | Plouvain d'or à la bande ondée de gueules chargé d'une croisette ancrée du champ posée à plomb. (d'oro,l alla banda ondata di rosso, caricata di una crocetta ancorata del campo, posta a piombo) |
|        | Polincove d'azur à la croix ancrée d'or surmontée d'un lambel du même. (d'azzurro, alla croce ancorata d'oro sormontata da un lambello dello stesso) |
|        | Pommera d'argent au pommier arraché de sinople fruité de gueules, accosté de deux gerbes de blé aussi de sinople. (d'argento, al melo sradicato di verde, fruttato di rosso, accostato da due covoni di grano pure di verde) |
|        | Pommier d'argent au pommier arraché de sinople fruité de gueules, au chef parti au I d'azur aux sept besants d'or ordonnés 3.3.1 et au chef d'or, au II de sable à la bande d'or chargé de trois fers de moulin de gueules rangés dans le sens de la bande. (d'argento, al melo sradicato di verde, fruttato di rosso; al capo partito: in I d'azzurro, a sette bisanti d'oro ordinati 3, 3, 1 e col capo d'oro; in II di nero, alla banda d'oro caricata di tre ferri di mulino di rosso ordinati nel senso della banda) |
|        | Le Ponchel bandé d'or et d'azur de 6 pièces, au franc-canton aussi d'or chargé d'un lion de sable. (bandato d'oro e d'azzurro, al canton franco pure d'oro, caricato di un leone di nero) |
|        | Pont-à-Vendin de gueules au pont d'argent de trois arches, maçonné de sable, posé sur une terrasse aussi d'argent. (di rosso, al ponte d'argento di tre archi, murato di nero, posato su una terrazza pure d'argento) |
|        | Le Portel d'azur à la croix d'argent, à l'écusson de gueules en cœur, chargé d'une ancre d'or enlacée d'un caducée d'argent. (d'azzurro, alla croce d'argento, allo scudetto di rosso attraversante in cuore, caricato di un'ancora d'oro intrecciata ad un caduceo d'argento) |
|        | Prédefin d'or au chevron de sable accompagné de trois merlettes de sable. (d'oro, allo scaglione di nero accompagnato da tre merlotti dello stesso) |
|        | Pressy écartelé au 1) et 4) de sinople à la bande chargée de trois mouches de sable, au 2) et 3) d'argent au léopard de sinople, armé et lampassé de gueules. (inquartato: nel 1º e 4º di verde, alla banda d'argento caricata di tre mosche di nero; nel 2º e 3º d'argento, al leopardo di verde, armato e lampassato di rosso) |
|        | Preures de sinople au petit cheval d'argent. (di verde, al cavallino d'argento) |
|        | Pronville de sinople à la croix engrêlée d'argent. (di verde, alla croce spinata d'argento) |
|        | Puisieux bandé de vair et de gueules de six pièces, les bandes de gueules charges de cinq besants d'or ordonnés 1.3.1. (bandato di vaio e di rosso, le bande di rosso caricate di cinque bisanti d'oro ordinati 1, 3, 1) |